# Bodianus opercularis
Bodianus opercularis (Guichenot, 1847) è un pesce di acqua salata appartenente alla famiglia Labridae.

## Distribuzione e habitat
Proviene dalle barriere coralline dell'oceano Indiano e del Mar Rosso. È stato localizzato nel nord del Madagascar, sulle coste della Somalia e dalle Mauritius. Nuota a circa 32 m di profondità in zone rocciose e ricche di coralli.

## Descrizione
Presenta un corpo compresso lateralmente, molto allungato e con la testa dal profilo appuntito. È una specie bicolore, con fasce orizzontali bianche, leggermente più strette, e rosse. Sull'opercolo è presente una macchia nera. La pinna dorsale e la pinna anale sono basse, degli stessi colori del corpo; la pinna caudale non ha raggi più allungati di altri. La lunghezza massima registrata è di 18 cm.

## Biologia

### Alimentazione
Si nutre di invertebrati acquatici.

### Riproduzione
È oviparo e la fecondazione è esterna; non ci sono cure nei confronti delle uova.

## Conservazione
A parte la saltuaria cattura per essere tenuta in acquario, questa specie non è minacciata e quindi viene classificata come "a rischio minimo" (LC) dalla lista rossa IUCN.